# سازمان کارگزاران بورس اوراق بهادار تهران
سازمان کارگزاران بورس اوراق بهادار تهران موسسه‌ای غیر تجاری و غیرانتفاعی بود که طبق «قانون تأسیس بورس اوراق بهادار» (۲۷ اردیبهشت ۱۳۴۵) در بهمن ۱۳۴۶ تأسیس شد. این سازمان پس از تصویب قانون بازار اوراق بهادار جمهوری اسلامی ایران (۱ آذر ۱۳۸۴) منحل شد و وظایف و اختیارات ضابطه‌گذاری و نظارتی آن به سازمان بورس و اوراق بهادار و وظایف و اختیارات عملیاتی آن به شرکت بورس اوراق بهادار تهران انتقال یافت.